# Анна Бургундська, герцогиня Бедфорд
А́нна Бургу́ндська (фр. Anne de Bourgogne; 30 вересня 1404 — 13 листопада 1432) — дочка Іоанна Безстрашного та Маргарити Баварської, дружина Джона Ланкастерського, герцога Бедфорда з бургундської гілки династії Валуа.

## Шлюб
У червні 1423 року в Труа, згідно з однією з умов Ам'єнського договору Столітньої війни, Анна вийшла заміж за Джона Ланкастера, 1-го герцога Бедфорда, сина короля Англії Генріха IV. Шлюб мав зміцнити стосунки між Англією та братом Анни, Філіпом Добрим, герцогом Бургундії. Цей союз був життєво важливим для підтримки успіхів англійців у Франції, оскільки 1422 року Джона призначено регентом Франції на час малоліття його племінника, короля Англії Генріха VI, якому було сім місяців на час смерті його батька 31 серпня 1422 року. Ворожість між Бургундією та будинком Валуа (який став причиною війни арманьяків і бургіньйонів) була однією з головних причин втрат, зазнаних французами від рук англійців.

## Смерть та спадщина
Джон та Анна були щасливими в шлюбі. Їхній союз залишився бездітним. Анна померла 13 листопада 1432 року в Парижі, у вежі Бурбонів поруч із Лувром. Похована в селестинському монастирі, а її серце поміщено до монастиря августинців. Могила, яку спроєктував Гійом Влутеном, за словами одного історика, «входить до числа найважливіших паризьких ефігій першої половини XV століття». З початкового похоронного пам'ятника в селестинському монастирі (зруйнованого 1849 року) збереглися дві частини: гізант (лежача статуя), що перебуває в Луврі, і плевент (жалобна статуя) в Музеї Середньовіччя в Парижі. Кістки, знайдені під час археологічних розкопок селестинського монастиря 1847 року, завдяки табличці з її ім'ям ідентифіковано як останки Анни. 1853 року останки перевезено до Діжонського собору в Діжоні і поховано в могилі її дідуся.
Смерть Анни знаменувала початок однієї з двох трагічних тенденцій в історії Ланкастерів. Наступного року Джон одружився з Жакеттою Люксембурзькою, але через цей шлюб зіткнувся з протидією брата Анни, герцога Бургундського Філіпа Доброго, з різних політичних причин. Відтоді відносини між ними стали прохолодними, кульмінацією чого стали мирні переговори 1435 року між Бургундією і Карлом VII, вигнаним королем Франції. Пізніше того ж року Генріху VI надіслано листа, який формально розриває їх союз.